# Rulrul crestat

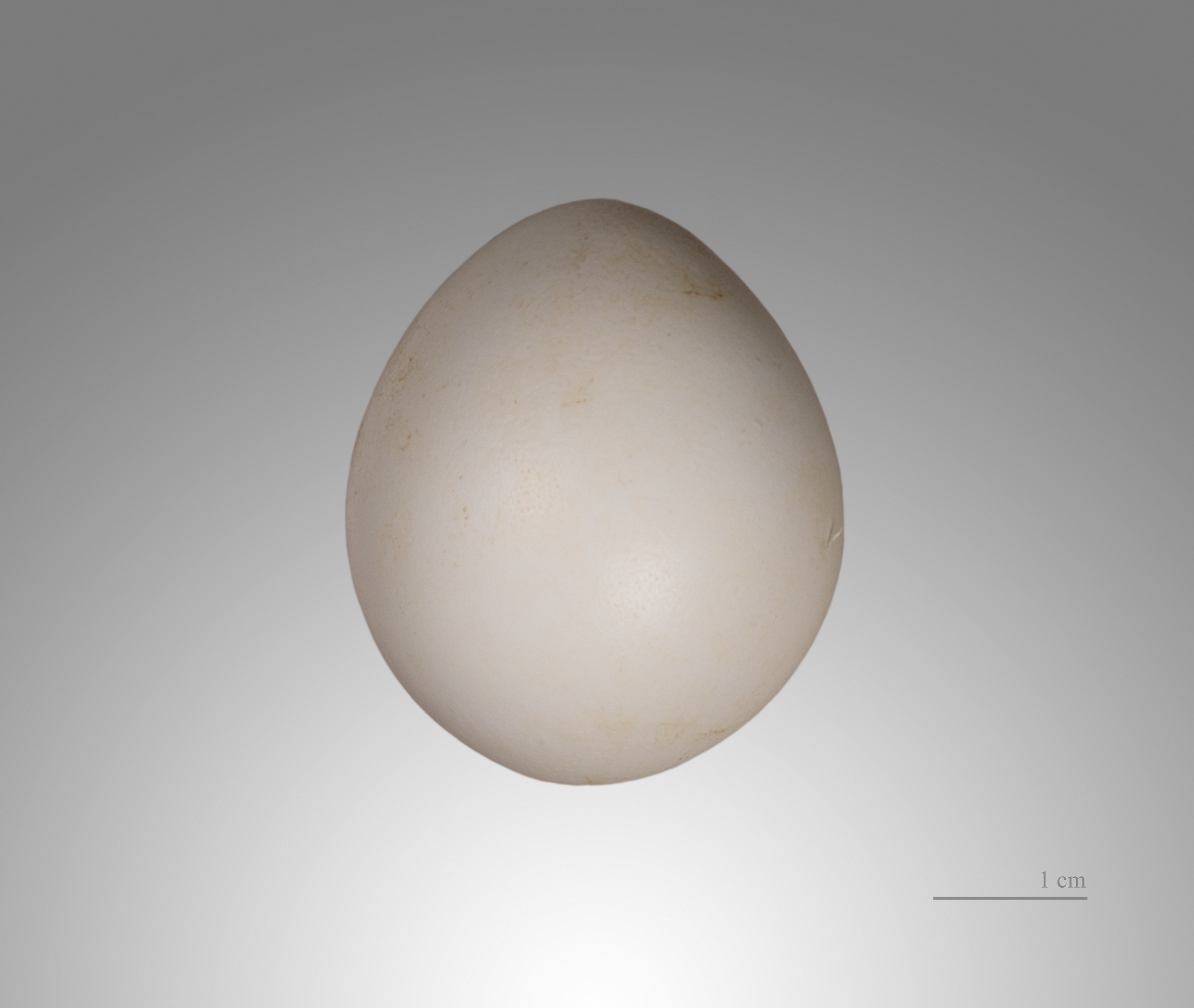
Rollulus rouloul

El rulrul crestat (Rollulus rouloul) és una espècie d'ocell de la família dels fasiànids (Phasianidae) que habita zones boscoses espesses del Sud-est asiàtic, a la península de Malaca, Sumatra i Borneo. És l'única espècie del gènere Rollulus Bonnaterre, 1791. No se'n coneixen subespècies.